# SV Wacker Burghausen
A Wacker Burghausen, teljes nevén Sportverein Wacker Burghausen német labdarúgócsapat. A klubot 1930-ban alapították, székhelye Burghausen városa.

## Eredményei
- Regionalliga Süd (III) bajnok: 2002
- Oberliga Bayern bajnok (IV): 1995
- Landesliga Bayern-Süd (V) bajnok: 1993

## Visszavonultatott mezszám
- 11  Marek Krejčí, csatár, 2004-2007

## Jelenlegi keret
2009. január 29. szerint.
| #  |          | Poszt | Név                          |
| -- | -------- | ----- | ---------------------------- |
| 1  | német    | K     | Jens Kern                    |
| 2  | cseh     | V     | Josef Laštovka               |
| 3  | német    | KP    | Ronald Schmidt               |
| 4  | német    | V     | Björn Hertl (csapatkapitány) |
| 5  | német    | V     | Sebastian Wolf               |
| 6  | svájc    | V     | Dilaver Satilmis             |
| 7  | német    | CS    | Florian Galuschka            |
| 8  | brazília | KP    | Rodrigo Martins              |
| 9  | olasz    | CS    | Alessandro Belleri           |
| 10 | olasz    | CS    | Marco Calamita               |
| 13 | német    | KP    | Roland Bonimeier             |
| 14 | német    | V     | Christoph Böcher             |
| 16 | német    | V     | Thomas Mayer                 |

| #  |          | Poszt | Név                   |
| -- | -------- | ----- | --------------------- |
| 18 | német    | KP    | Sebastian Mitterhuber |
| 19 | német    | KP    | Martin Oslislo        |
| 21 | német    | CS    | Thomas Kurz           |
| 23 | német    | KP    | Uli Fries             |
| 24 | német    | V     | Julian Matiasovits    |
| 25 | német    | K     | Manuel Riemann        |
| 27 | német    | CS    | Christian Cappek      |
| 31 | német    | K     | Benjamin Gommert      |
| 34 | német    | V     | Christoph Buchner     |
| –– | ausztria | V     | Daniel Pirker         |